# Kinabaluslangenarend
De kinabaluslangenarend (Spilornis kinabaluensis), is een roofvogel uit het geslacht Spilornis van de familie havikachtigen (Accipitridae). Deze slangenarend is een endemische vogelsoort die alleen in bergwouden op Borneo voorkomt.

## Kenmerken
Het is middelgrote roofvogel van 55 cm lengte. De vogel lijkt sterk op de eveneens op Borneo voorkomende Indische slangenarend (S. cheela). Deze is iets minder donker, maakt een ander geluid en leeft in een ander habitat.

## Verspreiding en leefgebied
De kinabaluslangenarend komt voor in bossen in de gebergteketens die lopen door het midden van Borneo in Sarawak, Brunei, Sabah en Kalimantan. De arend komt voor in de nationale parken Gunung Mulu en Gunung Kinabalu.
De kinabaluslangenarend is een standvogel in bossen die liggen op rotsrichels waar het bos lager wordt in een gordel tussen de 750 en 2900 m boven de zeespiegel. In de laagste regionen kan ook nog de Indische slangenarend voorkomen, maar die heeft dan de voorkeur voor beter ontwikkeld bos op meer beschutte plaatsen in het gebergte.

## Status
Deze slangenarend heeft een beperkt verspreidingsgebied waarvan de lagere regionen worden bedreigd door ontbossingen ten behoeve van de aanleg van oliepalmplantages. In de hogere regionen van het leefgebied is zwerflandbouw een bedreiging. De grootte van de populatie wordt geschat op 2.500 tot 20.000 individuen en dit aantal neemt af. Om deze redenen staat de kinabaluslangenarend als gevoelig (voor uitsterven) op de Rode Lijst van de IUCN.